# Lokalbahn Čerčan–Modřan–Dobříš

Streckennetz der Lokalbahn Čerčan–Modřan–Dobříš

Die Lokalbahn Čerčan–Modřan–Dobříš (tschech.: Místní dráha Čerčany–Modřany–Dobříš) war eine durch das Land Böhmen garantierte Lokalbahn im heutigen Tschechien. Das Bahngebiet der Gesellschaft befand sich südlich der tschechischen Hauptstadt Prag. Sitz der Gesellschaft war Prag.

## Geschichte
Am 4. März 1895 wurde die Konzession zum Baue und Betriebe einer normalspurigen Localbahn von Modřan nach Čerčan mit einem Abzweig von Měchenitz nach Dobříš erteilt. Das Aktienkapital der Gesellschaft betrug insgesamt 3.168.400 Kronen. Ausgegeben wurden 400 Stück Stammaktien zu je 13.202 Kronen und 400 Stück Prioritätsaktien zu je 2.640 Kronen.
In den Jahren 1897 und 1900 wurden die Strecken abschnittsweise eröffnet.
Den Betrieb führten die k.k. österreichischen Staatsbahnen (kkStB) im Auftrag der Lokalbahn Čerčan–Modřan–Dobříš aus. Nach dem Ersten Weltkrieg traten an Stelle der kkStB die neu gegründeten Tschechoslowakischen Staatsbahnen ČSD.
Am 1. Januar 1925 wurde die Lokalbahn Čerčan–Modřan–Dobříš per Gesetz verstaatlicht und die Strecken wurden ins Netz der ČSD integriert.

## Lokomotiven
Auf Rechnung der Lokalbahn Lokalbahn Čerčan–Modřan–Dobříš beschafften die kkStB fünf Lokomotiven der Reihe 97. Die Lokomotiven besaßen die Betriebsnummern 97.110–111, 164–165 und 216.

## Strecken
- Dobříš–Vrané nad Vltavou–Modřany (* 1897)
- Čerčany–Vrané nad Vltavou (* 1897/1900)